# 75/18 (semovente)
Il semovente da 75/18 fu progettato dalla Fiat-Ansaldo a partire dal 1938 nel quadro del programma di potenziamento deciso dallo stato maggiore del Regio Esercito per le unità corazzate. In base alle esperienze maturate nella guerra civile spagnola nacque un iniziale interesse per lo studio e la sperimentazione di unità d'artiglieria meccanizzata, dato che i carri armati italiani tipo L3, fino ad allora disponibili, erano insufficienti ai bisogni della guerra moderna e il cannone controcarro da 47 mm era scarsamente mobile.
Dopo un primo prototipo di cannone semovente calibro 47 mm, lo scoppio della seconda guerra mondiale e le successive campagne di Polonia e di Francia fecero riorientare le priorità del Regio Esercito, che cercò allo stesso tempo di colmare rapidamente il divario con gli altri eserciti: fu data la precedenza a un semovente equipaggiato con il più potente obice 75/18 Mod. 1934/1935, utilizzando gli scafi dei carri medi M13/40 e poi M14/41, allora in piena produzione. Questi cannoni d'assalto furono inizialmente concepiti come unità di accompagnamento alla fanteria e di appoggio ai carri armati nel contesto delle grandi unità corazzate ma, essendosi rivelati formidabili unità cacciacarri, divennero indispensabili per controbattere l'azione dei corazzati nemici e soprattutto dei sempre più potenti carri di costruzione statunitense, che per primi utilizzarono cannoni da 75 mm.
Nonostante ciò le prime ordinazioni furono esigue e solo i risultati favorevoli ottenuti in Libia nella primavera 1942 condussero a una evoluzione della dottrina in seno all'esercito, che fino ad allora considerava l'artiglieria corazzata solo come un miglioramento dell'artiglieria da campagna: tuttavia questo cambiamento non provocò un'immediata riconversione delle linee di montaggio e la graduale trasformazione degli scafi dei carri in scafi per i semoventi poté avviarsi solo nel 1943, quando ormai le sorti del conflitto erano decise.

## Storia

### Sviluppo
Nel 1938 l'aggravarsi delle tensioni tra gli stati europei mise in luce l'inadeguatezza degli armamenti moderni del Regio Esercito che, perciò, avviò un programma di potenziamento dei veicoli corazzati. Durante la guerra civile spagnola, infatti, le deficienze offensive dei carri armati italiani rispetto a quelli schierati dall'avversario avevano costretto i leggeri e piccoli L3 a utilizzare pezzi controcarro da 37 mm trainati dai carri stessi: ciò limitava sia l'operatività che l'autonomia delle unità corazzate, condizionate dalla lenta messa in posizione dei pezzi trainati, i quali risultavano inoltre inutili contro i carri che venivano prodotti dagli altri maggiori eserciti. Il traino non era poi possibile per il nuovo pezzo controcarro Ansaldo da 47/32; l'azienda propose nel 1939 lo stesso cannone montato su uno scafo modificato di carro L, che tuttavia non ebbe seguito.

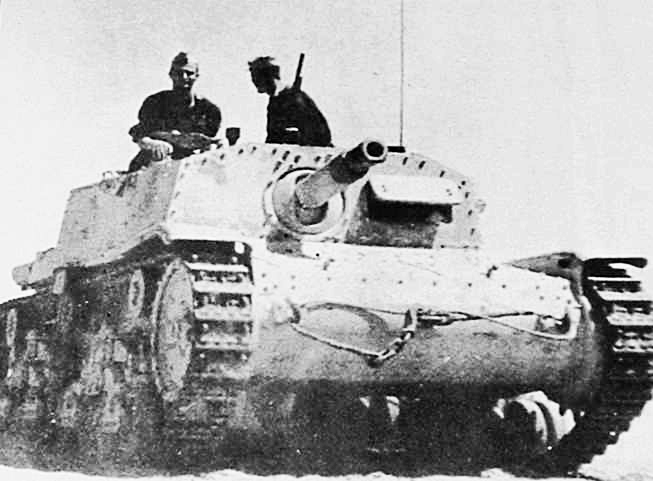
Semovente da 75/18: si noti l'arma automatica Breda sul tetto, parzialmente visibile contro la figura del militare a destra

Nel 1939, intanto, erano state istituite le prime due divisioni corazzate e il problema di dover adottare armi controcarro semoventi si ripresentò. La volontà era quella di utilizzare il cannone da 75/34 di nuova costruzione ma, anche in questo caso, il progetto proposto dalla Ansaldo di un pezzo da 75/34 montato sullo scafo di un carro da sei tonnellate indicato come M6 rimase allo stadio embrionale, anche perché il carro armato in questione sarebbe entrato in servizio solo nel marzo 1940 come L6/40. Nelle prime fasi della seconda guerra mondiale divennero evidenti i successi ottenuti dagli Sturmgeschütz III, cannoni d'assalto derivati dai Panzer III e dotati di cannone da 75 mm; l'Ansaldo propose allo stato maggiore un progetto studiato dal colonnello Sergio Berlese del Servizio Tecnico Artiglieria (S.T.A.)in collaborazione con i tecnici dell'azienda, che prevedeva di installare un obice da 75/18 Mod. 1934/1935 in casamatta sferica, a sua volta collocata sullo scafo del carro armato medio M13/40. Il 24 maggio 1940 il nuovo sottocapo di stato maggiore generale Mario Roatta richiese agli ispettorato interessati (Ispettorato Superiore per i Servizi Tecnici, Ispettorati della fanteria, artiglieria e genio) di sviluppare un mezzo analogo sulla base dello scafo del carro M13/40, di studiare un carro comando per le batterie semoventi e ldi individuare l'automezzo più idoneo per rifornire di munizioni le batterie. L'Ispettorato S.S.T. realizzò quindi i prototipi di un semovente su scafo M13 dotato di cannone 75/18, di un carro-osservatorio su scafo M13 armato solo di una mitragliatrice Breda Mod. 38 da 8 mm come ripiego al posto di un vero e proprio carro-comando, e di un carro-comando su telaio Fiat-SPA TL37 come mezzo destinato al trasporto personale e mezzi tecnici. Fu anche messo allo studio un semicingolato armato con il pezzo 75/34, rimasto tuttavia in fase di progettazione fino al 1942/43.

### Produzione
Il primo prototipo di semovente 75/18 fu pronto all'inizio del febbraio 1941 per le prove di tiro a Cornigliano; ne furono poi ordinati trenta esemplari. Questa prima versione del veicolo fu denominata M40 e armata con un pezzo da 75 mm fissato in uno scudo a calotta sferica, alloggiato sul lato destro della corazzatura anteriore della camera di combattimento. Con disposizione del 16 aprile 1941 furono costituiti per il 30 dello stesso mese i primi due gruppi dapprima destinati alla 133ª Divisione corazzata "Littorio", il IV e VI/133º Reggimento artiglieria: ciascuno era composto da due batterie di quattro semoventi per un totale di otto semoventi, quattro carri-comando e una riserva di due semoventi e un carro-comando. I due gruppi furono inviati in Africa settentrionale ma qui riassegnati al 132º Reggimento della 132ª Divisione corazzata "Ariete", raggiungendola il reggimento a El-Agheila il 18 gennaio 1942. Questo primo lotto di semoventi fu affiancato il 1º giugno 1942 da altri trenta esemplari, sempre modello M40. I semoventi ebbero il battesimo del fuoco nella primavera 1942 e rimasero in prima linea sino alla totale distruzione a El Alamein, nel novembre dello stesso anno.
La produzione dei semoventi 75/18 conobbe una modifica dopo il 1º giugno 1942, quando si decise di introdurre il telaio migliorato del carro armato medio M14/41, dando origine al semovente M41. In totale furono fabbricati 162 semoventi 75/18 M41, che costituirono gruppi per le divisioni "Littorio", "Ariete" e per la 131ª Divisione corazzata "Centauro". Naturalmente schierati in Libia e Tunisia, furono numerati da DLI a DLXI e furono via via annientati in combattimento, pur riscuotendo critiche positive e svariati successi. Gli altri restarono nella penisola: si trattava del modello M42 su scafo M15/42, che sostituì l'M41 nelle linee di montaggio. Equipaggiarono i nuovi reparti tra i quali il Reggimento "Lancieri di Vittorio Emanuele II" (10º) della Divisione "Ariete", grande unità nella quale fu inquadrato anche un battaglione controcarro di semoventi da 75/34. Un altro battaglione carristi dotato dei nuovi M42 fu assegnato alla 12ª Divisione fanteria "Sassari", che il 9 settembre affiancò la divisione corazzata nel tentativo di sbarrare la strada ai tedeschi verso Roma.
Questi semoventi, assieme a quelli del CDXXXIII Gruppo complemento carristi presenti a Parma, agli M41 in Albania e ai nuovi semoventi 75/34 prodotti nei primi mesi del 1943, furono consegnati ai tedeschi dopo l'8 settembre 1943. Gli unici semoventi da 75/18 sopravvissuti nelle file del disfatto Regio Esercito furonogli M42 del DLXI Gruppo lasciato in Sardegna: tuttavia, causa del veto degli Alleati, poterono essere utilizzati solo dopo la conclusione delle ostilità.

### Impiego operativo

#### Organizzazione e dottrina tattica
Fino all'introduzione di questo mezzo, in Italia non si aveva nessuna esperienza circa le artiglierie semoventi. I due gruppi formati nel 1941 effettuarono il loro addestramento in due fasi: la prima riguardante l'utilizzo dell'artiglieria e la seconda l'uso del mezzo corazzato, per poi essere inviati in combattimento in Africa settentrionale. Il Regio Esercito, peraltro, non aveva neppure ideato una dottrina tattica d'impiego e, nei criteri adottati nell'estate 1941, si limitò a suggerire di utilizzare i semoventi in cooperazione con le unità carriste, con compiti di accompagnamento e appoggio. Nel caso di azioni di accompagnamento era sottolineata la necessità di sparare a colpo sicuro, solo a distanze non superiori ai 500-700 metri, mentre per le azioni di appoggio i gruppi semoventi avrebbero dovuto estendere in profondità la loro azione. Nelle azioni difensive avrebbero dovuto assolvere a compiti di difesa di un settore.

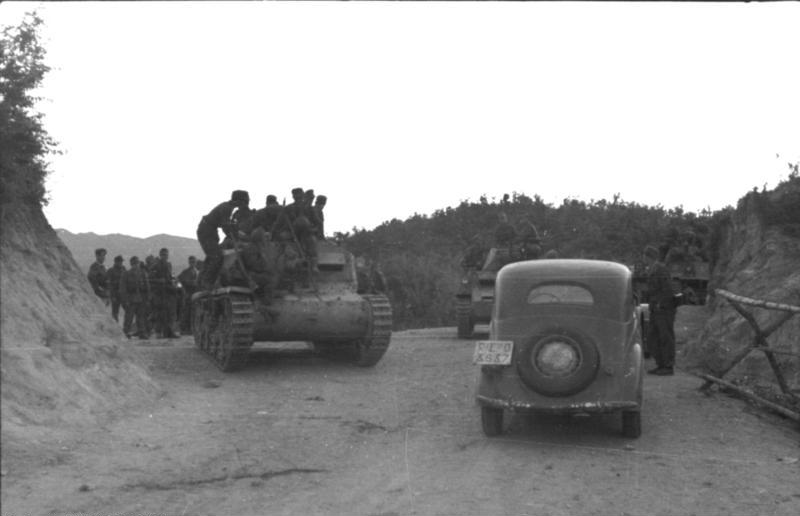
Semovente 75/18 utilizzato dai tedeschi in Albania

L'esperienza fu comunque acquisita e migliorata sul campo, dove la mancanza di un carro armato pesante (che caratterizzò le truppe corazzate italiane) fu in parte colmata dall'impiego dei semoventi in azioni di accompagnamento. Nonostante le mancanze tattiche e materiali, l'impiego dei semoventi ebbe un notevole successo durante la seconda offensiva italo-tedesca, cominciata da El-Agheila nel gennaio 1942, dopo la quale si assistette a una riorganizzazione dei reparti in base alle nuove esigenze.
Il gruppo semoventi, inizialmente concepito su due batterie, passò a tre (numero comunque limitato di pezzi se paragonato alle unità avversarie) e i semoventi furono inquadrati nei battaglioni carri armati. In questa prospettiva il nuovo impiego tattico previsto dallo stato maggiore nel settembre 1942 suggeriva di assegnare i semoventi d'artiglieria: alle ondate delle divisioni corazzate, in accompagnamento alle divisioni di fanteria speciale ed eventualmente in funzione d'arresto, e in accompagnamento a reparti esploranti corazzati o a divisioni destinate ad affrontare un avversario abbondantemente fornito di carri e armamento pesante. Inoltre i criteri d'impiego prevedevano di utilizzare i semoventi in modo decentrato rispetto alle ondate di carri e muovendo sulle ali e negli intervalli, procedendo con i carri più avanzati, e infine in azioni di forza, gravitando nell'ondata di testa.

Colonna sulla Via Balbia di Lancia 3Ro portacarri trasporta su rimorchio gli M13/40 della Divisione "Ariete"

L'organico delle unità corazzate fu rivisto il 4 ottobre 1942, in funzione alle esigenze della guerra in Africa. I "battaglioni carri armati" sarebbero stati formati da un comando di battaglione con quattro carri (due comando, due centro radio), da due compagnie carri composte da sedici mezzi ciascuna e da una compagnia semoventi da 75/18 con nove veicoli e un carro comando. I "gruppi di artiglieria semovente" furono organizzati con un comando di gruppo su due carri comando e tre brigate, ciascuna su sei semoventi e un carro comando, per un totale di diciotto semoventi e cinque carri comando. Questi gruppi erano tutti serviti da artiglieri, al contrario dei battaglioni carri che erano serviti da personale carrista. La composizione dei reparti fu perfezionata a fine dicembre dello stesso anno e divenne operativa a fine gennaio 1943; prevedeva l'eliminazione dai battaglioni carri di una compagnia carri a favore di una compagnia semoventi: chiaro segnale delle necessità della guerra nel deserto e della sempre maggiore fiducia riposta dai comandi nel semovente, dimostratosi efficace contro i blindati anglo-statunitensi. Il 75/18 fu considerato migliore rispetto ai carri M in quanto ne colmava i limiti in potenza di fuoco, manovrabilità e minore vulnerabilità.

#### Libia e Tunisia

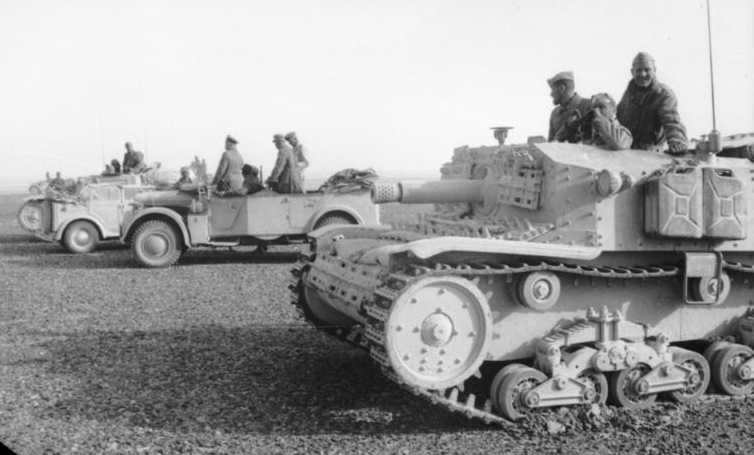
Fronte libico: in primo piano un M41 e, in secondo piano su un'auto militare, il generale Erwin Rommel

La vita operativa dei semoventi da 75/18 si protrasse dalla fine del 1941, data dell'effettiva consegna ai reparti, sino alla fine della guerra. L'impiego più intenso fu in Nordafrica nei ranghi delle divisioni corazzate "Ariete", "Littorio" e "Centauro", fino alla resa in Tunisia nel maggio 1943. Alla vigilia della loro entrata in azione il loro impiego previsto era quello di appoggiare con il loro tiro il reggimento bersaglieri che costituiva, nell'ambito della divisione corazzata, la fanteria divisionale. In seguito, dopo l'esperienza dei primi combattimenti, fu deciso di impiegarli anche in azioni anticarro. Superlibia, il comando superiore delle forze italiane schierate nella colonia, si espresse in modo positivo sull'utilizzo dell'artiglieria corazzata e, alla data del 6 aprile 1943, fu inviato allo stato maggiore il seguente comunicato: «Ha dato ottima prova il semovente 75/18, che unisce alla potenza del colpo singolo migliori requisiti tecnici e migliore manovrabilità [rispetto al carro armato M14/41]». Di conseguenza il ministero della Guerra decise di inoltrare un ordine per 163 nuovi esemplari della versione M42, che entrarono in servizio nel maggio 1943.

#### Italia
Fino all'armistizio il 75/18 fu impiegato anche da reparti corazzati e di cavalleria operanti sulla penisola: il DLX Gruppo di artiglieria del 131º Reggimento di artiglieria corazzata, 135ª Divisione corazzata "Ariete II"; e il DLXI Gruppo di artiglieria che, dal 1942 al 1944, fece parte del Reggimento motocorazzato di stanza in Sardegna. Per quanto riguarda i semoventi inquadrati nei battaglioni carri, fino alla data dell'armistizio si trovavano nelle file del Regio Esercito in Italia il XII Gruppo controcarri della "Sassari" e sei squadroni appartenenti al Reggimento "Lancieri di Vittorio Emanuele II".
Dopo l'8 settembre la "Ariete II" fu coinvolta negli scontri con i tedeschi nei dintorni e dentro Roma, in particolare a Cesano, Porta San Paolo e lungo la Via Ostiense ma la maggior parte si ritirò, per ordine superiore, verso Tivoli e non partecipò più alla difesa della città. I suoi mezzi caddero in mano dei tedeschi e andarono a equipaggiare la 2. Fallschirmjäger-Division. In generale, dunque, condivisero il destino di tutto il materiale bellico italiano che i tedeschi ritennero di poter reimpiegare: un certo numero di semoventi da 75/18 fu pertanto ridipinta con le tipiche colorazioni dei mezzi corazzati tedeschi e furono aggregati ai reparti combattenti. Alcuni esemplari furono poi concessi in uso ad alcuni reparti dell'Esercito Nazionale Repubblicano della RSI. Per esempio il Gruppo squadroni corazzato "San Giusto" ebbe nel suo Squadrone carri M tre semoventi da 75/18 su scafo M42, un semovente da 75/34 su scafo M42 e quattro carri M dei diversi modelli; il Raggruppamento Anti Partigiani (RAP) - Gruppo Esplorante integrò due semoventi da 75/18 su scafo M42 e il Gruppo corazzato "Leonessa" schierò due carri comando su scafo M42 per la batteria semoventi.

## Tecnica

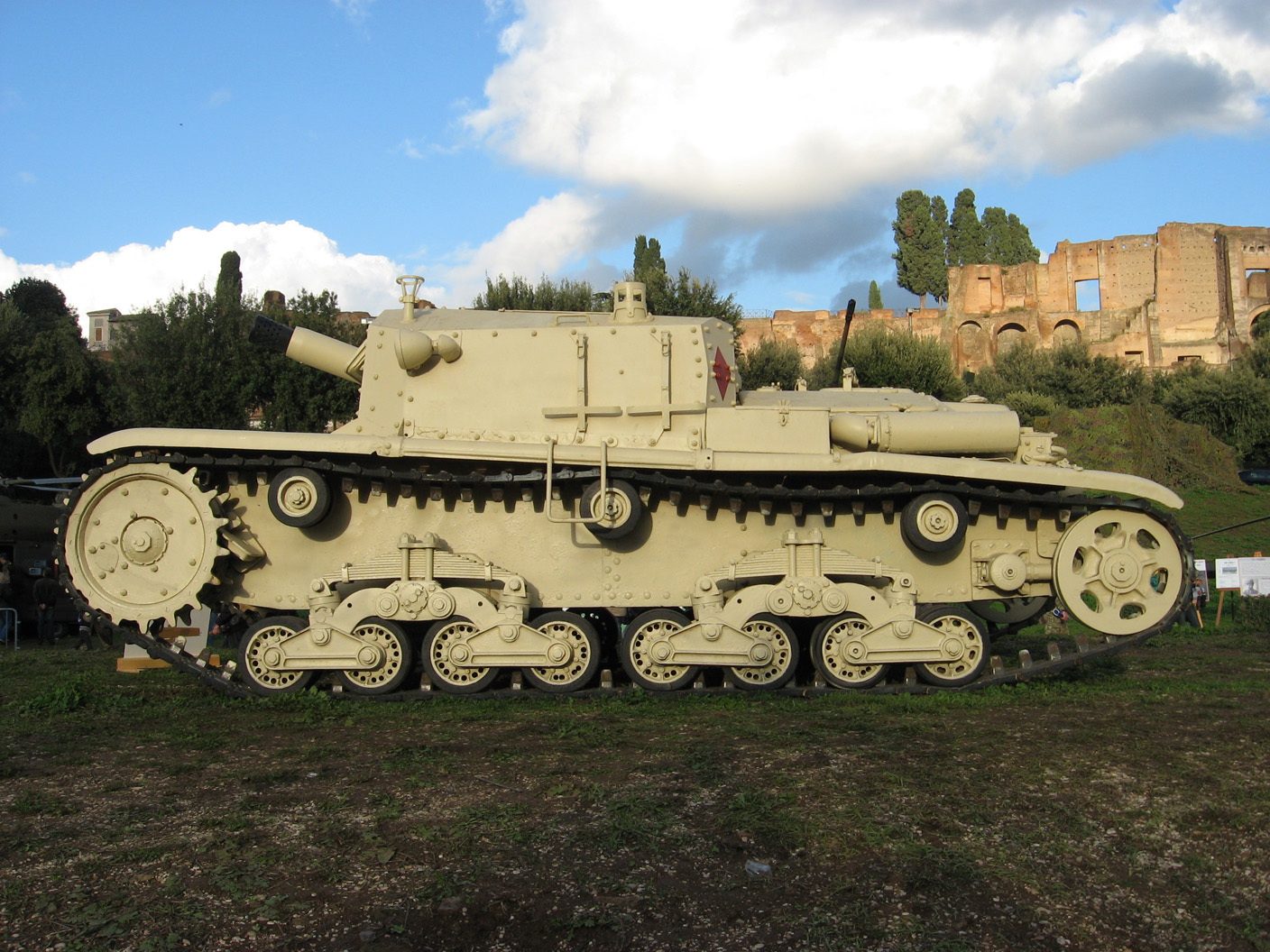
Vista laterale di un semovente 75/18 M41: si può apprezzare la configurazione del treno di rotolamento

I vari modelli di semovente da 75/18 furono tutti ottenuti dagli scafi dei rispettivi modelli di carro armato, ma quello che fu prodotto in più esemplari fu l'M41. Il gruppo motore, trasmissione, organi di sterzo, frenatura, sospensioni, cingoli e buona parte dello scafo rimasero inalterati e le modifiche (oltre all'eliminazione della torretta) riguardarono il vano di combattimento. Tutta la sezione anteriore fu riprogettata come una casamatta di lamiere corazzate imbullonate in pezzi unici da 50 mm, anziché da due piastre sovrapposte da 25 mm. Fu eliminata la postazione del mitragliere a destra mentre, sulla sinistra, il conducente ebbe a disposizione una feritoia con portello corazzato. Al centro della casamatta era installato l'affusto dell'obice su un supporto a sfera corazzato, per permettere il brandeggio. Oltre al conduttore, nello scafo prendevano posto il servente e, sulla destra, il capocarro-cannoniere per il quale erano disponibili un periscopio e altri organi di mira. L'accesso al vano di combattimento avveniva da due portelli superiori, in corrispondenza dei quali si poteva anche posizionare una mitragliatrice. Sul lato sinistro del tetto si trovava il supporto per l'antenna della stazione ricetrasmittente e, sul lato destro, quello per il cannocchiale panoramico destinato all'esplorazione del terreno circostante. L'impianto elettrico differiva da quello dei carri armati poiché aveva un singolo gruppo di batterie, sistemato sulla camera motore e riunente quattro batterie tipo 3NF-12-1-24 Magneti Marelli; ciascuna aveva tensione di 6 volt ed erano collegate in serie. Lo scafo incorporava però alcune modifiche, come filtri dell'aria e nuovi silenziatori e la versione M41 fu anzi adattata per accogliere il motore a iniezione SPA 15T in sostituzione dell'8T, che equipaggiava gli M13/40.
Tecnici britannici della Scuola di tecnologia carrista di Cobham esaminarono un semovente M40 catturato in Africa e redassero una relazione lusinghiera, ancorché non facesse cenno all'efficacia dell'armamento. Nonostante la relazione fosse stata influenzata dai progressi posteriori alla realizzazione del semovente, i britannici lodarono la meccanica definendola efficiente e pratica, specie le sospensioni e la sterzatura. Il motore 8T, pur di insufficiente potenza, fu considerato assai compatto e di facile accessibilità. Le uniche critiche furono mosse alla blindatura (al di sotto degli standard alleati) e fu lamentata sia l'assenza di protezione antischegge, sia l'esposizione delle sospensioni, particolarmente vulnerabili alle mine terrestri.

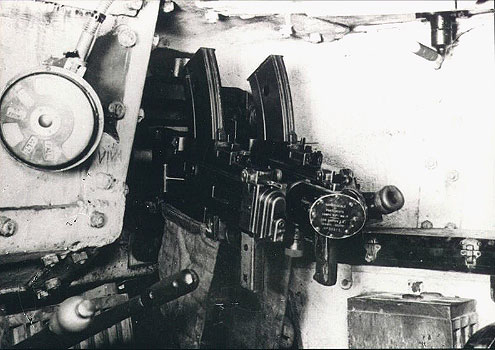
Le mitragliatrici binate Breda da 8 mm in casamatta, che inizialmente armavano i carri comando M40

L'armamento principale era costituito dall'obice 75/18 Mod. 1934/1935 in casamatta, accoppiato a un fucile mitragliatore Breda Mod. 30 da 6,5 mm, che rappresentò l'armamento standard del semovente. Il cannone era collegato attraverso degli orecchioni a uno scudo sferico provvisto di due perni verticali. Lo scudo trovava spazio nella parte destra della lamiera della camera di combattimento ed era fissato a questa tramite due supporti imbullonati, sorreggenti i due perni verticali. Il brandeggio consentito era di 20° a destra e 18° a sinistra, l'alzo copriva da +22° a -12°; il congegno dell'alzo era sistemato sull'orecchioniera a destra dello scudo sferico. Per mantenere ferma la bocca da fuoco durante la marcia del veicolo fu predisposta una barra di collegamento, fissata anteriormente sul supporto dello scudo sferico, che poteva agganciarsi su un apposito supporto a dente fissato sulla bocca da fuoco. Il fucile mitragliatore invece era dislocato sul tetto della camera di combattimento: dotato di supporto verticale con apposito alloggiamento, in caso di scontro a fuoco permetteva di far uscire l'arma e sorreggerla.
Il munizionamento del cannone era costituito da 44 proietti sistemati in apposite casse sul fondo della camera di combattimento. Inizialmente erano impiegabili granate perforanti da 75 mm e anche le granate pari calibro del pezzo da montagna Škoda 7,5 cm Vz. 1915, dette Mod. 32. In seguito furono introdotti proietti E.P. ("effetto pronto") ed E.P.S. ("effetto pronto speciale") di maggiore efficacia contro i carri armati. I successi ottenuti, specie con le granate E.P.S. che, da alcuni dati di tiro, risulta riuscisse a perforare a 90° di incidenza spessori di 120 mm, furono tali che ne fecero uso anche i tedeschi contro le forze alleate in Italia per tutta la durata del conflitto.
Per la guida, l'esplorazione del territorio, la mira e il puntamento del cannone, la camera di combattimento era dotata di un'apertura anteriore rettangolare munita di portellino sul lato sinistro frontale, di due feritoie circolari protette da piastre girevoli (situate ai lati della parete posteriore, di un iposcopio e di un cannocchiale panoramico per la visione indiretta. Quest'ultimo era poi dotato di una graduazione in millesimi per l'osservazione del tiro. Per il puntamento del cannone si provvedeva con l'apposito alzo, modificato nell'asse verticale per garantire l'alloggiamento degli organi di parallelismo e direzione.

## Versioni

### Il carro comando M40/M41

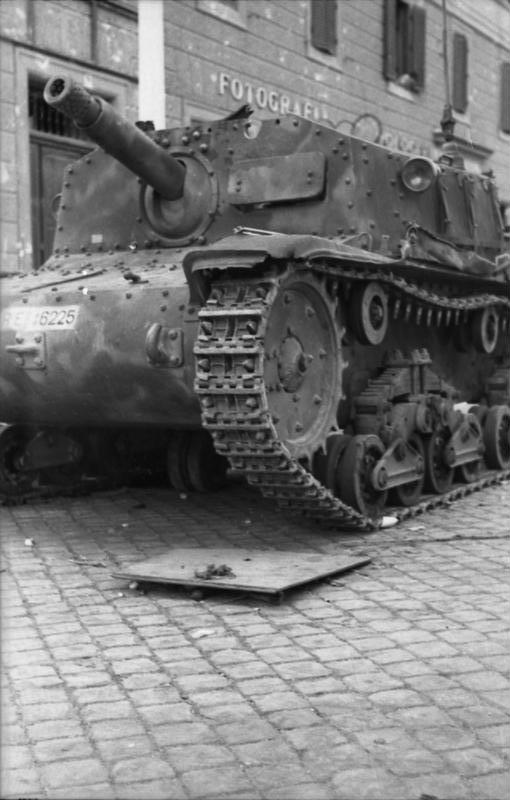
Semovente 75/18 colpito durante i combattimenti a Porta San Paolo, Roma, 1943.

Parallelamente al semovente da 75/18 ne fu sviluppata la variante carro comando: un normale M13/40 privo di torretta e dotato delle necessarie attrezzature per la direzione del tiro delle batterie e per i collegamenti radio. Il vano torretta, inizialmente chiuso, era dotato di un accesso superiore con gli stessi due portelli del carro armato originale; durante la produzione di serie furono comunque ricavati quattro sportelli in totale, che consentivano maggiore spazio agli osservatori. Nella camera di combattimento alloggiavano a sinistra il pilota e a destra il mitragliere, sui due seggiolini posteriori prendevano posto il comandante e il goniometrista. Il mitragliere era addetto a due Breda 38 da 8 mm sull'M40, rimpiazzate da una singola Breda Mod. 31 da 13,2 mm nelle successive versioni; nel vano si trovava inoltre un'altra mitragliatrice Breda da 8 mm con supporto speciale a bocca di lupo per il tiro contraereo. All'interno del veicolo erano infine distribuite le munizioni, gli apparecchi ottici, gli strumenti di controllo e gli organi di guida. Sulle estremità superiore e posteriore del lato destro del tetto erano posizionati i supporti per le due antenne delle stazioni radiotrasmittenti. Il cannocchiale panoramico era sistemato sull'angolo sinistro del tetto.

### Semovente M42
Le ultime ordinazioni di semoventi nell'estate 1942 comprendevano anche 253 mezzi armati con il 75/34 Mod. S.F.: infatti, dopo l'installazione sperimentale del pezzo da 75/32 al posto del 75/18, si preferì utilizzare il 75/34 su scafo M42. Di tutti i nuovi M42 ordinati solo una sessantina furono consegnati alle truppe corazzate nell'agosto 1943. Va evidenziato che l'Ispettorato superiore dei Servizi Tecnici Armi e Munizioni, già dal gennaio 1940, considerava la sistemazione del 75/18 su scafo M13/40 come una «situazione di compromesso per ragioni inderogabili d'urgenza» e, contemporaneamente, e riteneva che si sarebbe dovuto mettere allo studio un nuovo affusto semovente armato con cannone da 75/34; si preferì aspettare due anni per poter usufruire del più veloce scafo modello M42.
Il primo modello di M42 fu portato ai collaudi di tiro il 15 marzo 1943 e, grazie alla migliore velocità iniziale del proietto di 618 m/s, si stabilì che poteva raggiungere una gittata di 12 000 metri. L'impostazione del relativo carro comando fu mantenuta molto simile al modello precedente, a parte lo spostamento del portello d'accesso sul lato destro. Unica variante fu la produzione di un carro comando diversamente attrezzato per l'aerocooperazione e, quindi, provvisto della stazione standard RF 1CA e dell'apparato radio RF 3M, di maggiore potenza rispetto all'apparato radio d'ordinanza RF 2CA. L'armamento del carro comando rimase invariato, tuttavia lo spazio rimasto consentì di trasportare solo venti caricatori con cartucce da 13,2 mm rispetto ai trentasette tipici dei carri comando M40/41. Il semovente 75/34 poteva caricare 45 proiettili anziché 44 e 1 344 cartucce anziché 1 104; la corazzatura anteriore della casamatta fu però spostata in avanti di 110 mm per far posto al pezzo, il quale aveva un brandeggio leggermente minore rispetto al 75/18: 18° a destra e 18° a sinistra.

### Gli ultimi 75/18
Dopo la resa italiana dell'8 settembre 1943 le sopraggiunte autorità tedesche d'occupazione ripresero la produzione del 75/18 con lievi modifiche. Sul retro della sovrastruttura e sulla parte posteriore dello scafo fu aggiunto un secondo rullo di scorta per le candele fumogene (dispositivo montato sui veicoli del Regio Esercito solo dall'estate 1943)e il portello d'accesso superiore destro fu diviso in due pezzi incernierati fra loro. I nuovi 75/18 e 75/34, insieme a quasi tutti i veicoli di produzione Ansaldo, parteciparono sotto le insegne tedesche a tutti i combattimenti della campagna d'Italia fino al 2 maggio 1945.

## Esemplari superstiti

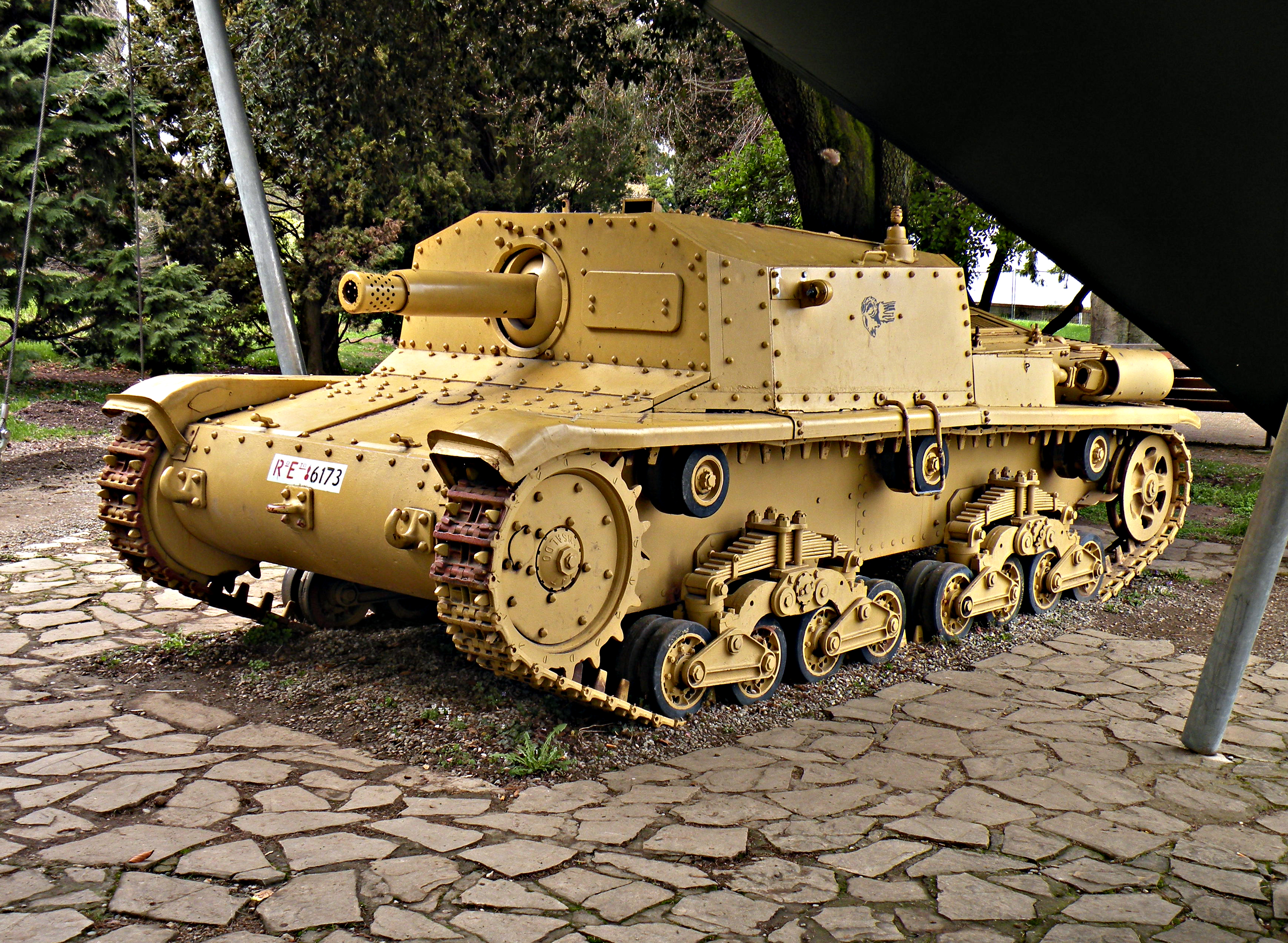
Esemplare al Parco della rimembranza (Bergamo)

Diversi esemplari di 75/18 sono sopravvissuti fino a oggi. Uno dei primi M40 fabbricati (targa RE 4445) è all'United States Army Ordnance Training and Heritage Center presso l'Aberdeen Proving Ground (trasferito a Fort Lee (Virginia) e un altro è in Francia al Museo dei blindati di Saumur; un carro comando M41 (RE 5707) e un semovente M41 (RE 4475?) sono al Museo storico della motorizzazione militare di Roma. Un M41 (RE 5727) si trova presso la OTO Melara di La Spezia, in ottime condizioni dopo il restauro avvenuto su richiesta della azienda stessa. Diversi M41 sono stati monumentalizzati: uno alla Scuola cavalleria di Lecce, uno al Reggimento artiglieria a cavallo "Voloire" di Milano e due in caserme di artiglieria in Veneto. Esistono poi diversi relitti di semoventi da 75/18, come l'M41 senza bocca da fuoco al Museo De Henriquez di Trieste; un probabile M40, con vistosi danni agli organi di movimento, è esposto al Museo della battaglia di El Alamein e un M42 (RE 6173) restaurato è alla Rocca di Bergamo.
In totale sono stati conservati diciotto semoventi e un carro comando. Nella lista seguente gli esemplari indicati in neretto sono meccanicamente funzionanti:

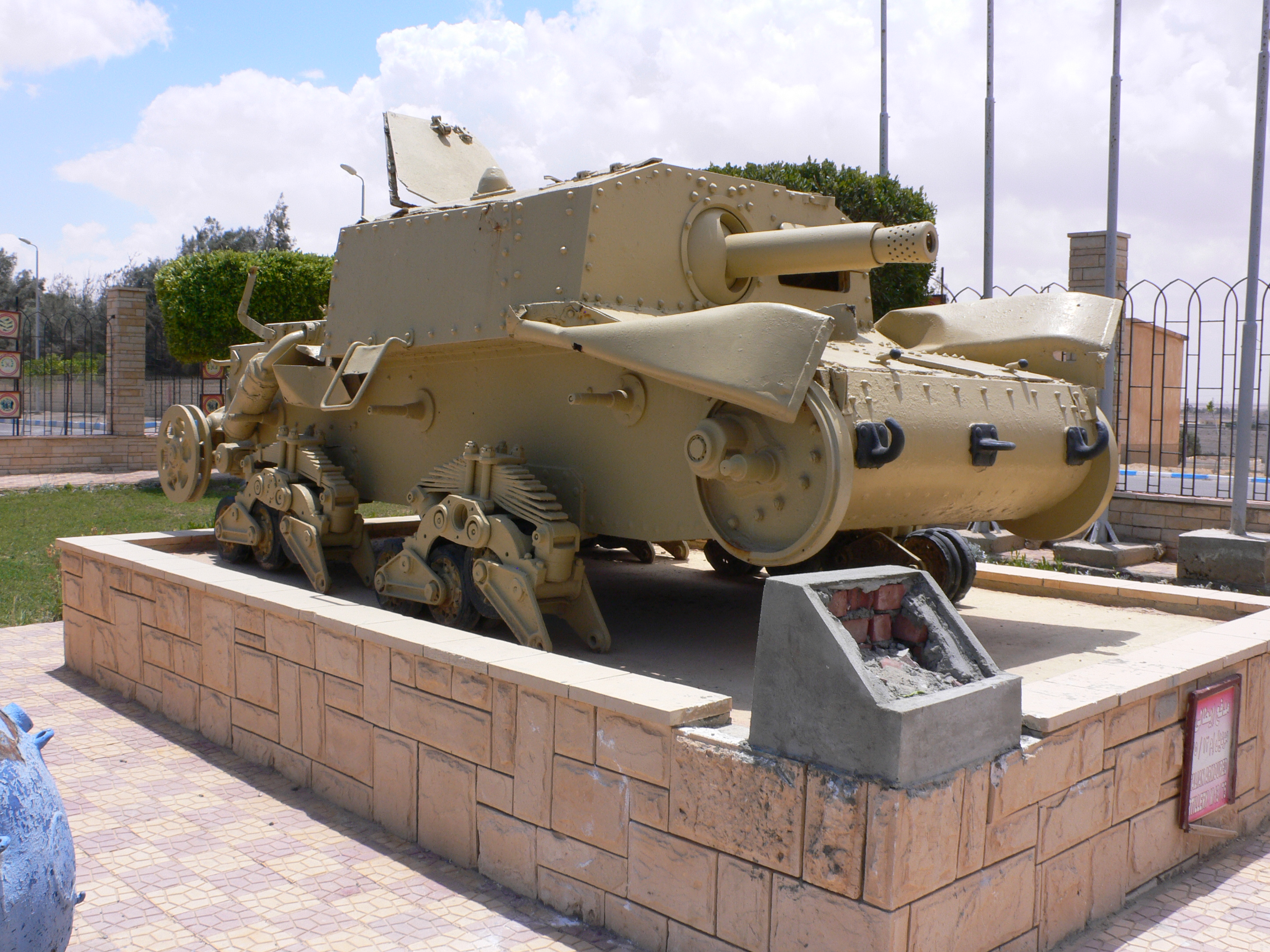
Il semovente 75/18 esposto al Museo della battaglia di El-Alamein

- Carro Comando M41 - Museo storico della motorizzazione militare (Roma-Cecchignola)
- Semovente M40 da 75/18 - Musée des Blindés (Saumur, Francia)
- Semovente M40 da 75/18 - El Alamein War Museum (El Alamein, Egitto)[27]
- Semovente M41 da 75/18 - Museo storico della motorizzazione militare (Roma-Cecchignola)
- Semovente M41 da 75/18 - OTO Melara (La Spezia)
- Semovente M41 da 75/18 - Associazione Raggruppamento SPA (Piemonte)
- Semovente M41 da 75/18 - Caserma "Libroia" - 45º Reggimento trasmissioni (Nocera Inferiore)
- Semovente M41 da 75/18 - Caserma "Scalise" - Reggimento artiglieria a cavallo "Voloire" (Vercelli)
- Semovente M41 da 75/18 - Caserma "Baldassarre" - 132º Reggimento artiglieria corazzata "Ariete" (Maniago)
- Semovente M41 da 75/18 - Museo di guerra per la pace Diego de Henriquez (Trieste)
- Semovente M41 da 75/18 - Caserma "Piave" - Comando Generale della Guardia di Finanza (Roma)
- Semovente M41 da 75/18 - Caserma "Zignani" - Ufficio Storico dello Stato Maggiore dell'Esercito Italiano (Roma)
- Semovente M41 da 75/18 - Caserma "Zappalà" - Scuola di cavalleria dell'Esercito Italiano (Lecce)
- Semovente M41 da 75/18 - U.S. Army Ordnance Training and Heritage Center (Fort Lee - Virginia, Stati Uniti)
- Semovente M41 - Monumento ai Carristi d'Italia (Marsala)
- Semovente M42 da 75/18 - Caserma "Babini" - 4º Reggimento carri (Bellinzago Novarese)
- Semovente M42 da 75/18 - Parco della Rimembranza (Lonate Pozzolo)
- Semovente M42 da 75/18 - Parco delle Rimembranze (Bergamo)[28]
- Semovente M42 da 75/18 - Museo dell'aviazione di Rimini (Rimini)

### Esplicative
1. ↑  In realtà il DLXI rimase in Sardegna e il DLVIII fu assegnato alla divisione di 11ª Divisione fanteria "Brennero", di stanza dapprima in Grecia e poi in Albania). Altre due sezioni operarono assieme a una compagnia di carri M in Slovenia e Dalmazia nel 1942; una decina di semoventi 75/18 erano infine in Sicilia durante lo sbarco alleato nel luglio 1943.
2. ↑  Nel 1942, sullo stesso telaio del semovente, fu collaudato l'obice 75/32 Mod. 1937, inserito nei supporti modificati per l'occasione. Rispetto al 75/18 godeva di maggiore velocità iniziale ma le munizioni più grandi limitavano la dotazione di granate a 42. La modifica non convinse e gli sarà preferita la 75/34. Vedi: Pignato 2010, p. 33.

### Bibliografiche
1. ↑  Pignato 2010, p. 5.
2. ↑  Pignato 2010, p. 6.
3. ↑  Pignato 2010, p. 7.
4. 1 2 3 4 5 6   Semovente 75/18, su regioesercito.it. URL consultato il 21 marzo 2015.
5. ↑  Pignato 2010, p. 8.
6. ↑  Pignato 2010, pp. 9-10.
7. ↑  Pignato 2010, p. 10.
8. ↑  Pignato 2010, pp. 12-13.
9. 1 2  Pignato 2007, p. 96.
10. ↑  Pignato 2010, pp. 15-16.
11. ↑  Pignato 2010, p. 34.
12. ↑  Pignato 2010, p. 35.
13. 1 2 3  Pignato 2010, p. 36.
14. ↑   La battaglia di Porta San Paolo, su digilander.libero.it, historiamilitaria.it. URL consultato il 22 marzo 2015.
15. ↑   Immagine della galleria fotografica [collegamento interrotto], su granatieridisardegna.it. URL consultato il 22 marzo 2015.
16. ↑  Pignato 2010, pp. da 21 a 26.
17. ↑  Pignato 2010, pp. 17-18.
18. 1 2  Pignato 2010, p. 24.
19. ↑  Pignato 2010, pp. 31-32.
20. ↑  Pignato 2010, pp. 18-19-20.
21. ↑  Pignato 2010, p. 49.
22. ↑  Pignato 2007, p. 95.
23. ↑  Pignato 2010, pp. 52-59.
24. ↑  Pignato 2010, p. 559.
25. ↑   Semovente da 75/18 Assault Gun, su preservedtanks.com, Preserved Tanks .com. URL consultato il 25 marzo 2015 (archiviato dall'url originale il 2 aprile 2015).
26. ↑   Surviving Panzers, su the.shadock.free.fr, shadock.free.fr. URL consultato il 14 luglio 2016.
27. ↑  Esemplare privo di cingoli.
28. ↑  Esemplare parzialmente restaurato.